# حمید میرزا
حمید میرزا (۳۱ فروردین ۱۲۹۷ – ۱۵ اردیبهشت ۱۳۶۷) با نام مستعار دیوید دروماند، پسر محمدحسن میرزا آخرین ولیعهد قاجار بود. حمید پس از درگذشت پدرش، خود را وارث قانونی تاج و تخت می‌دانست، اما به‌طور رسمی ادعای سلطنت نکرد. در سال ۱۹۴۳، وزارت امور خارجه ایالات متحده او را تحت نظارت قرار داد تا بررسی کند که آیا وی خود را شاه ایران اعلام خواهد کرد یا خیر.
کتابی تحت عنوان واپسین وارث تخت و تاج قاجار سلطان حمید میرزا قاجار به نویسندگی حبیب لاجوردی توسط نشر ثالث منتشر شده‌است.